# NGC 704B
NGC 704B — галактика в созвездии Андромеда.
Этот объект не входит в число перечисленных в оригинальной редакции «Нового общего каталога» и был добавлен позднее.
Является спутником галактики NGC 704. Являются ли они физической парой, пока сказать нельзя. Туманность, которая окружает обе галактики, показывает, что объекты могут взаимодействовать. В NED указаны идентичные лучевые скорости для обоих галактик, но LEDA показывает более низкую лучевую скорость для NGC 704B. В любом случае, галактики находятся на почти одинаковом расстоянии до Земли — 220 миллионов световых лет.